# FC Winterthur/Saison 2012/13
Dieser Artikel hat den FC Winterthur in der Saison 2012/13 zum Thema. Der FC Winterthur erreichte in dieser Saison in der Challenge League den 3. Platz und schied im Schweizer Cup in der 2. Runde gegen den FC Köniz aus.

## Saisonverlauf

### Vorbereitung
Der FC Winterthur konnte in die Vorbereitung zur neuen Saison mit nur drei Abgängen im Vergleich zur alten Saison starten: Neben dem bisherigen Stammspieler Luca Zuffi, der zum FC Thun wechselt, haben Dominik Ritter und Isuf Llumnica den Verein erwartungsgemäss verlassen. Dafür konnte der Verein zu Trainingsstart die Rückkehr des defensiv ausgerichteten Mittelfeldspieler Denis Simijonovic vermelden. Während der Vorbereitung verliess Goran Antic die Winterthurer Richtung Aarau bekannt, zwei weitere wichtige Spieler -nämlich Exouzidis und Lenjani- konnten jedoch gehalten werden. Die Testspielbilanz war mit Siegen in zwei von drei Testspielen gegen Super-League-Vereinen ebenfalls nicht schlecht.
Der Landbote schrieb in seiner Saisonvorschau, dass der FCW nun die Chance hat, ein Spitzenclub in der Liga zu werden. Der Verein musste ausser den Abgängen von Zuffi und Antic keine gewichtigen Abgänge verzeichnen und absolvierte eine gute Vorbereitung. Trainer Boro Kuzmanovic vermeldete selbst in Rückblick auf die gute Rückrunde, dass er diese bestätigen möchte.

### Hinrunde
Die Winterthur starteten gleich mit einem 5:0-Sieg auswärts in die Saison und konnte auch drei der folgenden vier Spiele gewinnen und sich damit zu Saisonbeginn die Tabellenspitze sichern. Bereits in der Vorschau zum 4. Spiel schrieb der Landbote vom Aufstieg als neuem Saisonziel.
Die Spitzenposition verlor Winterthur jedoch bereits nach der zweiten Niederlage wieder und konnte sich die Spitze danach auch nicht mehr zurückholen, bis zur 11. Runde hatten die Winterthurer als Dritte sieben Punkte Rückstand auf den Leader FC Aarau. In dieser Phase reichte es Winterthur gerade mal für einen Sieg, die Gründe für diesen Einbruch waren in mehreren Verletzungen und einer mangelnden Kaderbreite der Winterthurer zu suchen, bei denen in dieser Phase mit Exouzidis, Sereinig und Von Niederhäusern gleich drei wichtige Defensivspieler ausfielen.
Der FCW konnte sich jedoch nach dieser Schwächephase wieder erholen und aus den weiteren sieben Spielen resultierten nur noch sechs Verlustpunkte. Als Viertplatzierter mit sieben Punkten Rückstand konnten die Winterthurer als Mitglied der erweiterten Spitzengruppe in die Winterpause gehen. So fiel auch die Saisonbilanz des Landboten abgesehen von einem «mageren Mitteldrittel» positiv aus, es wurde jedoch ein Defizit in der Breite des Kaders verortet. Zum Spieler der Vorrunde wurde Sven Lüscher erkoren, der in der Einzelbewertung des Landboten eine Schulnote von 5,5 bekam.
Nicht so gut lief es den Winterthurern jedoch im Cup, nach einem bereits knappen 0:1-Sieg gegen FC Eschenbach aus dem Kanton Luzern, schieden die Eulachstädter gegen den durch viele Altstars verstärkten Erstligist FC Köniz im Penaltyschiessen aus.

### Rückrunde
Noch vor Trainingsstart in der Rückrunde hat Lenjani, der bereits in der Sommerpause mit Abgangsgelüsten gespielt hat, seinen Vertrag mit dem FC Winterthur aufgelöst und wechselt zum FC St. Gallen – als Ersatz für ihn wurde Jonas Elmer verpflichtet. Weiter vermeldete Lüscher seinen Abgang im Sommer nach Aarau und wurde daraufhin in die U21 relegiert, da er gemäss Trainer damit ein Signal setzte, dass er mit Aarau aufsteigen will und damit eine andere Zielsetzung als der FCW hat. Als nomineller Ersatz Lüschers dürfte der Basler Nachwuchsmann Marco Aratore verpflichtet worden sein sowie im Sturm Janko Pacar und als Ersatz für die beiden zurzeit verletzten Innenverteidiger Exouzidis und Sereinig wurde der Alt-Internationale Beg Ferati verpflichtet. Für die Rückrundenvorbereitung reiste der FCW nach den Hallenmasters (3. Platz) und einem Testspiel gegen Schaffhausen (1:2) für 10 Tage ins Trainingslager nach Belek in der Südtürkei, wo er gegen den FC St. Pauli (1:1), RB Leipzig (1:2) und Roter Stern Belgrad (1:2) testete. Die vermeintliche Hauptprobe vor Verschiebung des Rückrundenstarts gegen die BSC Young Boys verlor Winterthur 0:2 genauso wie die eigentliche neuerliche Hauptprobe gegen Schaffhausen mit 0:1. Trotz der eher durchzogenen Testspielbilanz schrieb der Landbote unter Eindruck der Transfers, dass der FCW seine Ambitionen um den Aufstieg weiterhin aufrechterhalten soll.
Der Start in die Rückrunde gelang dem FCW jedoch eher mässig, mit je zwei Siegen und Niederlagen, einem Unentschieden und neun Punkten Rückstand zur Spitze war damit auch früh in der Rückrunde klar, dass der FCW nicht mehr um den Aufstieg mitspielen wird. Diese Bilanz wurde in der Folge auch nicht besser, sodass sich der Abstanz bis zur Halbzeit der Rückrunde auf 15 Punkte vergrösserte, auch wenn man sich Platz 3 gegen den noch schwächer spielenden FC Wil wieder zurückholen konnte.
Den dritten Platz konnte der FCW dann noch bis zum Ende der Rückrunde halten (bzw. sogar 2. Platz, wenn man das später konkursite AC Bellinzona wegrechnet), jedoch bilanzierte der Landbote auch am Ende der Saison, dass der FCW der Super League schlussendlich keinen Schritt näher gekommen ist – das letzte Viertel der Meisterschaft war laut Landboten ebenfalls «nicht mehr im grünen Bereich». Spieler der Rückrunde wurde gemäss Einzelkritik des Landboten Patrick Bengondo, der viele entscheidende Tore für sich verbuchen konnte und eine «gute Arbeitmoral» vorwies – er wurde gleich wie Lüscher in der Vorrunde mit einer 5,5 benotet. Kein Spieler wurde ungenügend bewertet.

## Kader Saison 2012/13
Kader, basierend auf Angaben vom «FC Winterthur Klubarchiv» und transfermarkt.ch, abgerufen am 12. Juni 2017
| Nummer     | Spieler                | Geburtstag         | Nationalität            | Im Team seit | Letzter Verein                                  |     |     |
| Tor        | Tor                    | Tor                | Tor                     | Tor          | Tor                                             | Tor | Tor |
| ---------- | ---------------------- | ------------------ | ----------------------- | ------------ | ----------------------------------------------- | --- | --- |
| 1          | Christian Leite        | 9. November 1985   | Brasilien               | 2010         | FC Gossau                                       |     |     |
| 28         | Sascha Studer          | 3. September 1991  | Schweiz                 | 2012         | FC Aarau                                        |     |     |
| 32         | Matthias Minder        | 3. Februar 1993    | Schweiz                 | 2012         | eigene Jugend                                   |     |     |
| Abwehr     |                        |                    |                         |              |                                                 |     |     |
| 2          | Sawwas Exouzidis       | 4. Dezember 1981   | Griechenland            | 2011         | Diagoras GS Rodos (GRE)                         |     |     |
| 5          | Stefan Iten            | 5. Februar 1985    | Schweiz                 | 2009         | FC Vaduz                                        |     |     |
| 6          | Daniel Sereinig        | 10. Mai 1982       | Schweiz                 | 2010         | SC Freiburg (GER)                               |     |     |
| 13         | Ermir Lenjani          | 5. August 1989     | Schweiz                 | 2011         | Grasshopper Club Zürich                         |     |     |
| 13         | Beg Ferati             | 10. November 1986  | Schweiz                 | 2013         | SC Freiburg                                     |     |     |
| 15         | Patrik Schuler         | 14. März 1990      | Schweiz                 | 2009         | eigene Jugend                                   |     |     |
| 16         | Jonas Elmer            | 28. Februar 1988   | Schweiz                 | 2013         | FC Sion U21                                     |     |     |
| 17         | Patrik Baumann         | 29. Juli 1986      | Schweiz                 | 2013         | vereinslos                                      |     |     |
| 19         | Josip Uzelac           | 24. Oktober 1990   | Schweiz                 | 2010         | eigene Jugend                                   |     |     |
| 23         | Nicola Zuffi           | 19. Februar 1992   | Schweiz                 | 2012         | eigene Jugend                                   |     |     |
| 25         | Sead Jakupovic         | 17. November 1992  | Bosnien und Herzegowina | 2012         | eigene Jugend                                   |     |     |
| Mittelfeld |                        |                    |                         |              |                                                 |     |     |
| 3          | Nick von Niederhäusern | 28. September 1989 | Schweiz                 | 2007         | eigene Jugend                                   |     |     |
| 7          | Kristian Kuzmanovic    | 6. Mai 1988        | Niederlande             | 2008         | eigene Jugend                                   |     |     |
| 8          | Remo Freuler           | 15. April 1992     | Schweiz                 | 2012         | Grasshopper Club Zürich                         |     |     |
| 11         | Michel Sprunger        | 30. April 1985     | Italien                 | 2008         | Concordia Basel                                 |     |     |
| 16         | Maurice Brunner        | 29. Januar 1991    | Schweiz                 | 2012         | FC Zürich                                       |     |     |
| 19         | Mario Budimir          | 25. Januar 1995    | Kroatien                | 2013         | eigene Jugend                                   |     |     |
| 20         | Luca Russheim          | 10. Mai 1991       | Schweiz                 | 2012         | eigene Jugend                                   |     |     |
| 21         | Denis Simijonovic      | 24. August 1992    | Schweiz                 | 2012         | Grasshopper Club Zürich                         |     |     |
| 22         | Marco Aratore          | 4. Juni 1991       | Schweiz                 | 2012         | FC Basel                                        |     |     |
| 24         | Luca Radice            | 9. April 1987      | Italien                 | 2006         | Inter Club Zurigo                               |     |     |
| Angriff    |                        |                    |                         |              |                                                 |     |     |
| 9          | Patrick Bengondo       | 27. September 1981 | Schweiz                 | 2011         | FC Winterthur                                   |     |     |
| 17         | Altin Osmani           | 2. Dezember 1989   | Bosnien und Herzegowina | 2011         | FC Basel (zuletzt ausgeliehen an den FC Wohlen) |     |     |
| 23         | Janko Pacar            | 18. August 1990    | Schweiz                 | 2013         | FC Luzern                                       |     |     |
| 26         | Kevin Hediger          | 23. Oktober 1993   | Schweiz                 | 2011         | eigene Jugend                                   |     |     |
| 27         | Newton Ben Katanha     | 3. Februar 1983    | Simbabwe                | 2010         | FC Wettswil-Bonstetten                          |     |     |
| 29         | Ariel Abed Dakouri     | 25. Dezember 1992  | Schweiz                 | 2012         | Grasshopper Club Zürich U21                     |     |     |

## Transfers
Transfers, basierend auf Angaben der Webseite der transfermarkt.ch, abgerufen am 12. Juni 2017
| Zugänge           | Zugänge                 | Zugänge              | Zugänge         |
| Name              | abgebender Verein       | Transferart          | Transferperiode |
| ----------------- | ----------------------- | -------------------- | --------------- |
| Maurice Brunner   | FC Zürich               | Leihe                | Sommer 2012     |
| Sead Jakupovic    | FC Winterthur U21       | eigene Jugend        | Sommer 2012     |
| Matthias Minder   | FC Winterthur U21       | eigene Jugend        | Sommer 2012     |
| Luca Russheim     | FC Winterthur U21       | eigene Jugend        | Sommer 2012     |
| Denis Simijonovic | Grasshopper Club Zürich | Leihende             | Sommer 2012     |
| Sascha Studer     | FC Aarau                | ? (zuvor Leihe)      | Sommer 2012     |
| Nicola Zuffi      | FC Winterthur U21       | eigene Jugend        | Sommer 2012     |
| Marco Aratore     | FC Basel                | Leihe                | Winter 2013     |
| Jonas Elmer       | FC Sion U21             | ?                    | Winter 2013     |
| Beg Ferati        | SC Freiburg             | Leihe                | Winter 2013     |
| Janko Pacar       | FC Luzern               | Leihe                | Winter 2013     |
| Abgänge           |                         |                      |                 |
| Name              | aufnehmender Verein     | Transferart          | Transferperiode |
| Goran Antic       | FC Aarau                | ablösefrei           | Sommer 2012     |
| Dominik Ritter    | Newcastle Jets          | ?                    | Sommer 2012     |
| Michel Sprunger   | vereinslos              | ablösefrei           | Sommer 2012     |
| Raymond Tinner    | FC Tuggen               | ablösefrei           | Sommer 2012     |
| Murat Ural        | FC Schaffhausen         | ablösefrei           | Sommer 2012     |
| Marko Vasilj      | FC Gossau               | ablösefrei           | Sommer 2012     |
| Luca Zuffi        | FC Thun                 | Leihe                | Sommer 2012     |
| Maurice Brunner   | FC Zürich               | Leihende (FC Zürich) | Winter 2013     |
| Ermir Lenjani     | FC St. Gallen           | Transfer             | Winter 2013     |
| Isuf Llumnica     | FC Prishtina            | ablösefrei           | Winter 2013     |
| Sven Lüscher      | FC Aarau                | ?                    | Winter 2013     |
| Sascha Studer     | SV Babelsberg 03        | Leihe                | Winter 2013     |

## Resultate

### Challenge League

#### Hinrunde
| 14. Juli 2012, 17:45 Uhr 1. Runde | FC Locarno                 | 0:5            | FC Winterthur                                          | Stadio Lido, Locarno Zuschauer: 830 Schiedsrichter: Huwiler |
| 14. Juli 2012, 17:45 Uhr 1. Runde | Caballero 40′ Paçarizi 77′ | Spieltelegramm | 44′ 56′ Kuzmanovic 60′ Sereinig 61′ Radice 85′ Katanha | Stadio Lido, Locarno Zuschauer: 830 Schiedsrichter: Huwiler |

| 21. Juli 2012, 17:45 Uhr 2. Runde | FC Winterthur                               | 2:0            | FC Vaduz              | Stadion Schützenwiese, Winterthur Zuschauer: 2'300 Schiedsrichter: Erlachner |
| 21. Juli 2012, 17:45 Uhr 2. Runde | Exouzidis 23′ Bengondo 69′ Kuzmanovic 90+3′ | Spieltelegramm | 30′ Sala 66′ Maccoppi | Stadion Schützenwiese, Winterthur Zuschauer: 2'300 Schiedsrichter: Erlachner |

| 28. Juli 2012, 17:45 Uhr 3. Runde | FC Winterthur | 0:1            | FC Wohlen                       | Stadion Schützenwiese, Winterthur Zuschauer: 2'500 Schiedsrichter: Fähndrich |
| 28. Juli 2012, 17:45 Uhr 3. Runde |               | Spieltelegramm | 69′ (Penalty) Gaspar 74′ Milani | Stadion Schützenwiese, Winterthur Zuschauer: 2'500 Schiedsrichter: Fähndrich |

| 5. August 2012, 16:00 Uhr 4. Runde | FC Chiasso         | 0:1            | FC Winterthur                                  | Stadion Comunale, Chiasso Zuschauer: 700 Schiedsrichter: Schärer |
| 5. August 2012, 16:00 Uhr 4. Runde | Riva 39′ Yerly 85′ | Spieltelegramm | 13′ (Penalty) Bengondo 43′ Schuler 79′ Lenjani | Stadion Comunale, Chiasso Zuschauer: 700 Schiedsrichter: Schärer |

| 13. August 2012, 19:45 Uhr 5. Runde | FC Winterthur         | 1:0            | AC Bellinzona | Stadion Schützenwiese, Winterthur Zuschauer: 4'000 Schiedsrichter: Carrel |
| 13. August 2012, 19:45 Uhr 5. Runde | Bengondo 70′ Iten 79′ | Spieltelegramm | 64′ Perrier   | Stadion Schützenwiese, Winterthur Zuschauer: 4'000 Schiedsrichter: Carrel |

| 20. August 2012, 19:45 Uhr 6. Runde | FC Aarau                          | 3:1            | FC Winterthur                           | Stadion Brügglifeld, Suhr Zuschauer: 3'400 Schiedsrichter: Pache |
| 20. August 2012, 19:45 Uhr 6. Runde | Ionita 32′ Callà 44′ Foschini 89′ | Spieltelegramm | 16′ Schuler 50′ Freuler 59′ Simijonovic | Stadion Brügglifeld, Suhr Zuschauer: 3'400 Schiedsrichter: Pache |

| 26. August 2012, 16:00 Uhr 7. Runde | FC Biel                                        | 3:2            | FC Winterthur           | Stade de la Maladière, Neuenburg Zuschauer: 929 Schiedsrichter: Luca Gut |
| 26. August 2012, 16:00 Uhr 7. Runde | Doudin 14′ Ukoh 31′ Morello 66′ Walthert 90+2′ | Spieltelegramm | 4′ Lenjani 40′ Bengondo | Stade de la Maladière, Neuenburg Zuschauer: 929 Schiedsrichter: Luca Gut |

| 1. September 2012, 17:45 Uhr 8. Runde | FC Winterthur                                                                 | 3:1            | FC Lugano                                                                  | Stadion Schützenwiese, Winterthur Zuschauer: 2'700 Schiedsrichter: Erlachner |
| 1. September 2012, 17:45 Uhr 8. Runde | Freuler 8′ Kuzmanovic 37′ (Penalty) Lüscher 65′ 79′ 67′ Exouzidis 77′ Schuler | Spieltelegramm | 23′ Basic 45+1′ De Pierro 48′ Urbano 76′ Bottani 79′ da Silva 79′ Paulinho | Stadion Schützenwiese, Winterthur Zuschauer: 2'700 Schiedsrichter: Erlachner |

| 24. September 2012, 17:45 Uhr 9. Runde | FC Winterthur                               | 2:3            | FC Wil                                            | Stadion Schützenwiese, Winterthur Zuschauer: 2'600 Schiedsrichter: Huwiler |
| 24. September 2012, 17:45 Uhr 9. Runde | Exouzidis 7′ Kuzmanovic 36′ Lüscher 57′ 78′ | Spieltelegramm | 38′ Audino 56′ 74′ Steuble 70′ Muslin 90+1′ Otele | Stadion Schützenwiese, Winterthur Zuschauer: 2'600 Schiedsrichter: Huwiler |

| 27. September 2012, 19:45 Uhr 10. Runde | FC Wohlen                                                        | 1:1            | FC Winterthur                                 | Stadion Niedermatten, Wohlen Zuschauer: 920 Schiedsrichter: Kever |
| 27. September 2012, 19:45 Uhr 10. Runde | 9′ Mveng 37′ Bastida 40′ Manca 64′ Weller 71′ Senkal 88′ Mihoubi | Spieltelegramm | 36′ Iten 69′ Bengondo 56′ Schuler 76′ Brunner | Stadion Niedermatten, Wohlen Zuschauer: 920 Schiedsrichter: Kever |

| 1. Oktober 2012, 19:45 Uhr 11. Runde | FC Winterthur                                 | 1:1            | FC Chiasso                                        | Stadion Schützenwiese, Winterthur Zuschauer: 2'100 Schiedsrichter: Schnyder |
| 1. Oktober 2012, 19:45 Uhr 11. Runde | Schuler 15′ Lüscher 32′ Von Niederhäusern 37′ | Spieltelegramm | 26′ Adeshina 67′ Quaresima 73′ Djuric 77′ Reclari | Stadion Schützenwiese, Winterthur Zuschauer: 2'100 Schiedsrichter: Schnyder |

| 7. Oktober 2012, 16:00 Uhr 12. Runde | FC Vaduz                                  | 2:0            | FC Winterthur             | Rheinpark Stadion, Vaduz Zuschauer: 1'114 Schiedsrichter: Fähndrich |
| 7. Oktober 2012, 16:00 Uhr 12. Runde | Iten 16′ Gétaz 28′ Tripodi 66′ Sara 90+3′ | Spieltelegramm | 32′ Sprunger 90+2′ Osmani | Rheinpark Stadion, Vaduz Zuschauer: 1'114 Schiedsrichter: Fähndrich |

| 22. Oktober 2012, 19:45 Uhr 13. Runde | FC Winterthur                                                            | 2:1            | FC Locarno                                                 | Stadion Schützenwiese, Winterthur Zuschauer: 2'1000 Schiedsrichter: San |
| 22. Oktober 2012, 19:45 Uhr 13. Runde | Radice 20′ Simijonovic 27′ Iten 35′ Lüscher 39′ Schuler 60′ Bengondo 84′ | Spieltelegramm | 54′ Monighetti 59′ Carrara 60′ Ngan 89′ (Penalty) Paçarizi | Stadion Schützenwiese, Winterthur Zuschauer: 2'1000 Schiedsrichter: San |

| 29. Oktober 2012, 19:45 Uhr 14. Runde | FC Lugano                                       | 1:2            | FC Winterthur                                                                   | Stadio Cornaredo, Lugano Zuschauer: 1'315 Schiedsrichter: Schärer |
| 29. Oktober 2012, 19:45 Uhr 14. Runde | Sadiku 23′ De Pierro 31′ Urbano 36′ Bottani 63′ | Spieltelegramm | 36′ (Penalty) Kuzmanovic 42′ 65′ Exouzidis 73′ Freuler 74′ Lenjani 90′ Bengondo | Stadio Cornaredo, Lugano Zuschauer: 1'315 Schiedsrichter: Schärer |

| 4. November 2012, 16:00 Uhr 15. Runde | AC Bellinzona                            | 1:5            | FC Winterthur                                                                                 | Stadio Comunale, Bellinzona Zuschauer: 1'900 Schiedsrichter: Bieri |
| 4. November 2012, 16:00 Uhr 15. Runde | König 16′ Ivanishvili 33′ D’Angelo 90+1′ | Spieltelegramm | 16′ (Penalty) 67′ 87′ Kuzmanovic 23′ Schuler 38′ Bengondo 73′ Freuler 78′ Lenjani 82′ Lüscher | Stadio Comunale, Bellinzona Zuschauer: 1'900 Schiedsrichter: Bieri |

| 17. November 2012, 17:45 Uhr 16. Runde | FC Winterthur                                | 4:1            | FC Biel                | Stadion Schützenwiese, Winterthur Zuschauer: 2'100 Schiedsrichter: Pache |
| 17. November 2012, 17:45 Uhr 16. Runde | Sereinig 14′ Radice 35′ Sven Lüscher 63′ 77′ | Spieltelegramm | 42′ Morello 69′ Doudin | Stadion Schützenwiese, Winterthur Zuschauer: 2'100 Schiedsrichter: Pache |

| 26. November 2012, 19:45 Uhr 17. Runde | FC Winterthur | 0:0            | FC Aarau | Stadion Schützenwiese, Winterthur Zuschauer: 4'000 Schiedsrichter: Zimmermann |
| 26. November 2012, 19:45 Uhr 17. Runde |               | Spieltelegramm | 32′ Mall | Stadion Schützenwiese, Winterthur Zuschauer: 4'000 Schiedsrichter: Zimmermann |

| 2. Dezember 2012, 16:00 Uhr 18. Runde | FC Wil                                    | 4:0            | FC Winterthur | AFG Arena, St. Gallen Zuschauer: 1'350 Schiedsrichter: Gut |
| 2. Dezember 2012, 16:00 Uhr 18. Runde | Otele 2′ 31′ 45′ Bozic 61′ Audino 70′ 76′ | Spieltelegramm |               | AFG Arena, St. Gallen Zuschauer: 1'350 Schiedsrichter: Gut |

#### Rückrunde
| 27. Februar 2013, 19:45 Uhr 19. Runde | FC Winterthur                                | 1:0            | FC Wohlen   | Stadion Schützenwiese, Winterthur Zuschauer: 1'400 Schiedsrichter: Jancevski |
| 27. Februar 2013, 19:45 Uhr 19. Runde | Kuzmanovic 37′ Bengondo 43′ 69′ Ferati 90+3′ | Spieltelegramm | 68′ Tosetti | Stadion Schützenwiese, Winterthur Zuschauer: 1'400 Schiedsrichter: Jancevski |

| 16. Februar 2013, 17:45 Uhr 20. Runde | FC Vaduz                               | 1:1            | FC Winterthur            | Rheinpark Stadion, Vaduz Zuschauer: 824 Schiedsrichter: Gut |
| 16. Februar 2013, 17:45 Uhr 20. Runde | Zarkovic 41′ Ciccone 70′ Milosevic 86′ | Spieltelegramm | 3′ 35′ Pacar 29′ Freuler | Rheinpark Stadion, Vaduz Zuschauer: 824 Schiedsrichter: Gut |

| 13. März 2013, 19:45 Uhr 21. Runde | FC Winterthur                                                      | 2:1            | FC Lugano                            | Stadion Schützenwiese, Winterthur Zuschauer: 800 Schiedsrichter: San |
| 13. März 2013, 19:45 Uhr 21. Runde | Kuzmanovic 24′ (Penalty) 50′ Iten 28′ 62′ Freuler 76′ Ferati 90+2′ | Spieltelegramm | 23′ Russo 28′ 47′ Bottani 75′ Sadiku | Stadion Schützenwiese, Winterthur Zuschauer: 800 Schiedsrichter: San |

| 4. März 2013, 19:45 Uhr 22. Runde | FC Aarau                                              | 3:1            | FC Winterthur                                       | Stadion Brügglifeld, Suhr Zuschauer: 2'100 Schiedsrichter: Winter |
| 4. März 2013, 19:45 Uhr 22. Runde | Ionita 41′ Burki 43′ Nganga 53′ Callà 60′ Staubli 81′ | Spieltelegramm | 8′ Bengondo 20′ 43' Simijonovic 43′ Radice 51′ Iten | Stadion Brügglifeld, Suhr Zuschauer: 2'100 Schiedsrichter: Winter |

| 9. März 2013, 17:45 Uhr 23. Runde | FC Wil                                        | 1:0            | FC Winterthur                    | AFG Arena, St. Gallen Zuschauer: 1'040 Schiedsrichter: Jancevski |
| 9. März 2013, 17:45 Uhr 23. Runde | Cha 40′ Lekaj 45+2′ Holenstein 57′ Audino 61′ | Spieltelegramm | 59′ Ferati 65′ Zuffi 90′ Schuler | AFG Arena, St. Gallen Zuschauer: 1'040 Schiedsrichter: Jancevski |

| 17. März 2013, 16:00 Uhr 24. Runde | FC Winterthur                                                 | 3:1            | FC Chiasso                                         | Stadion Schützenwiese, Winterthur Zuschauer: 2'000 Schiedsrichter: Schärer |
| 17. März 2013, 16:00 Uhr 24. Runde | Freuler 21′ (Penalty) 25′ Ferati 40′ 65′ Iten 61′ Zuffi 90+2′ | Spieltelegramm | 20′ Tarchini 32′ Pimenta 45′ Reclari 59′ Quaresima | Stadion Schützenwiese, Winterthur Zuschauer: 2'000 Schiedsrichter: Schärer |

| 1. April 2013, 16:00 Uhr 25. Runde | FC Biel                                     | 2:4            | FC Winterthur                                                 | Stade de la Maladière, Neuenburg Zuschauer: 580 Schiedsrichter: Graf |
| 1. April 2013, 16:00 Uhr 25. Runde | Sejmenović 42′ Morello 49′ 54′ Di Nardo 69′ | Spieltelegramm | 35′ (Penalty) 66′ Kuzmanovic 36′ 64′ Aratore 77′ Bengondo 77′ | Stade de la Maladière, Neuenburg Zuschauer: 580 Schiedsrichter: Graf |

| 7. April 2013, 16:00 Uhr 26. Runde | FC Winterthur                                            | 2:3            | FC Locarno                                                          | Stadion Schützenwiese, Winterthur Zuschauer: 2'000 Schiedsrichter: Jancevski |
| 7. April 2013, 16:00 Uhr 26. Runde | Bengondo 35′ 45' Aratore 52′ Ferati 73′ Kuzmanovic 90+1′ | Spieltelegramm | 36′ 55′ Monighetti 59′ Varga 64′ Bilinovac 87′ Imren 88′ Martignoni | Stadion Schützenwiese, Winterthur Zuschauer: 2'000 Schiedsrichter: Jancevski |

| 15. April 2013, 19:45 Uhr 27. Runde | FC Winterthur | 0:2            | AC Bellinzona                                | Stadion Schützenwiese, Winterthur Zuschauer: 2'800 Schiedsrichter: Schärer |
| 15. April 2013, 19:45 Uhr 27. Runde |               | Spieltelegramm | 10′ (Penalty) Yakin 31′ Schlürpf 40′ Neumayr | Stadion Schützenwiese, Winterthur Zuschauer: 2'800 Schiedsrichter: Schärer |

| 20. April 2013, 17:45 Uhr 28. Runde | FC Chiasso                                | 0:1            | FC Winterthur | Stadio Comunale, Chiasso Zuschauer: 300 Schiedsrichter: San |
| 20. April 2013, 17:45 Uhr 28. Runde | Dragan Mihajlović 16′ 79' Dudar 69′ 90+4' | Spieltelegramm | 18′ Bengondo  | Stadio Comunale, Chiasso Zuschauer: 300 Schiedsrichter: San |

| 29. April 2013, 19:45 Uhr 29. Runde | FC Winterthur                       | 1:0            | FC Aarau | Stadion Schützenwiese, Winterthur Zuschauer: 2'900 Schiedsrichter: Gut |
| 29. April 2013, 19:45 Uhr 29. Runde | Schuler 57′ Bengondo 69′ Radice 89′ | Spieltelegramm |          | Stadion Schützenwiese, Winterthur Zuschauer: 2'900 Schiedsrichter: Gut |

| 4. Mai 2013, 17:45 Uhr 30. Runde | FC Wohlen                           | 0:2            | FC Winterthur                                 | Stadion Niedermatten, Wohlen Zuschauer: 1'030 Schiedsrichter: Fähndrich |
| 4. Mai 2013, 17:45 Uhr 30. Runde | Mveng 16′ Rapisarda 78′ Mihoubi 90′ | Spieltelegramm | 61′ Ferati 64′ Aratore 83′ Bengondo 88′ Pacar | Stadion Niedermatten, Wohlen Zuschauer: 1'030 Schiedsrichter: Fähndrich |

| 8. Mai 2013, 19:45 Uhr 31. Runde | FC Winterthur    | 2:0            | FC Vaduz  | Stadion Schützenwiese, Winterthur Zuschauer: 2'600 Schiedsrichter: Jancevski |
| 8. Mai 2013, 19:45 Uhr 31. Runde | Bengondo 51′ 86′ | Spieltelegramm | 68′ Bader | Stadion Schützenwiese, Winterthur Zuschauer: 2'600 Schiedsrichter: Jancevski |

| 13. Mai 2013, 19:45 Uhr 32. Runde | AC Bellinzona                                                      | 3:1            | FC Winterthur                       | Stadio Comunale, Bellinzona Zuschauer: 1'200 Schiedsrichter: Studer |
| 13. Mai 2013, 19:45 Uhr 32. Runde | D’Angelo 51′ Magnetti 55′ Marchesano 61′ Neumayr 70′ Rodríguez 82′ | Spieltelegramm | 41′ Radice 55′ Elmer 89′ Kuzmanovic | Stadio Comunale, Bellinzona Zuschauer: 1'200 Schiedsrichter: Studer |

| 17. Mai 2013, 19:45 Uhr 33. Runde | FC Lugano              | 0:2            | FC Winterthur                   | Stadio Cornaredo, Lugano Zuschauer: 1'017 Schiedsrichter: Schnyder |
| 17. Mai 2013, 19:45 Uhr 33. Runde | Ägerter 33′ Sadiku 44′ | Spieltelegramm | 10′ Pacar 39′ Iten 87′ Bengondo | Stadio Cornaredo, Lugano Zuschauer: 1'017 Schiedsrichter: Schnyder |

| 27. Mai 2013, 19:45 Uhr 34. Runde | FC Winterthur                                           | 3:0            | FC Wil     | Stadion Schützenwiese, Winterthur Zuschauer: 2'400 Schiedsrichter: Gut |
| 27. Mai 2013, 19:45 Uhr 34. Runde | Pacar 48′ Von Niederhäusern 54′ Aratore 69′ Katanha 89′ | Spieltelegramm | 69′ Berisa | Stadion Schützenwiese, Winterthur Zuschauer: 2'400 Schiedsrichter: Gut |

| 30. Mai 2013, 19:45 Uhr 35. Runde | FC Winterthur                     | 2:2            | FC Biel                                              | Stadion Schützenwiese, Winterthur Zuschauer: 1'700 Schiedsrichter: Superczynski |
| 30. Mai 2013, 19:45 Uhr 35. Runde | Radice 69′ Ferati 80′ Freuler 82′ | Spieltelegramm | 47′ 53′ Emmanuel 82′ Di Nardo 90′ De Feo 90+2′ Galli | Stadion Schützenwiese, Winterthur Zuschauer: 1'700 Schiedsrichter: Superczynski |

| 2. Juni 2013, 16:00 Uhr 36. Runde | FC Locarno              | 2:1            | FC Winterthur        | Stadio Lido, Locarno Zuschauer: 310 Schiedsrichter: Gut |
| 2. Juni 2013, 16:00 Uhr 36. Runde | Bicvic 33′ Paçarizi 67′ | Spieltelegramm | 27′ Iten 57′ Aratore | Stadio Lido, Locarno Zuschauer: 310 Schiedsrichter: Gut |

### Schweizer Cup
| 15. September 2012, 17:00 Uhr 1. Runde | FC Eschenbach | 0:1            | FC Winterthur                      | Sportplatz Weierhus, Eschenbach Zuschauer: 750 Schiedsrichter: Graf |
| 15. September 2012, 17:00 Uhr 1. Runde |               | Spieltelegramm | 72′ Bengondo 78′ Von Niederhäusern | Sportplatz Weierhus, Eschenbach Zuschauer: 750 Schiedsrichter: Graf |

| 10. November 2012, 16:00 Uhr 2. Runde | FC Köniz                                                                    | 2:2 (4:2 n. P.) | FC Winterthur                                                            | Stadion Liebefeld, Köniz Zuschauer: 700 Schiedsrichter: Studer |
| 10. November 2012, 16:00 Uhr 2. Runde | Varela 45′ Portillo 74′ Tschouga 77′ Franjic 82′ Franjic Varela Deon Gudelj | Spieltelegramm  | 24′ Freuler 79′ Bengondo 86′ Exouzidis Freuler Iten Bengondo Simijonovic | Stadion Liebefeld, Köniz Zuschauer: 700 Schiedsrichter: Studer |

## Statistik

### Teamstatistik
| Wettbewerb       | Punkte | daheim | daheim | daheim | daheim | daheim | auswärts | auswärts | auswärts | auswärts | auswärts | Total | Total | Total | Total | Total | Tordifferenz |
| Wettbewerb       | Punkte | Sp     | G      | U      | N      | TV     | Sp       | G        | U        | N        | TV       | Sp    | G     | U     | N     | TV    | Tordifferenz |
| ---------------- | ------ | ------ | ------ | ------ | ------ | ------ | -------- | -------- | -------- | -------- | -------- | ----- | ----- | ----- | ----- | ----- | ------------ |
| Challenge League | 42     | 18     | 11     | 3      | 4      | 31:17  | 18       | 8        | 2        | 8        | 30:26    | 36    | 19    | 5     | 12    | 61:43 | +18          |
| Schweizer Cup    | –      | 0      | 0      | 0      | 0      | 0:0    | 2        | 1        | 1        | 0        | 3:2      | 2     | 1     | 1     | 0     | 3:2   | +1           |
| Total            | –      | 18     | 11     | 3      | 4      | 31:17  | 20       | 9        | 3        | 8        | 33:28    | 38    | 20    | 6     | 12    | 64:45 | +19          |

### Saisonverlauf
| Spieltag | 1 | 2 | 3 | 4 | 5 | 6 | 7 | 8 | 9 | 10 | 11 | 12 | 13 | 14 | 15 | 16 | 17 | 18 | 19 | 20 | 21 | 22 | 23 | 24 | 25 | 26 | 27 | 28 | 29 | 30 | 31 | 32 | 33 | 34 | 35 | 36 |
| -------- | - | - | - | - | - | - | - | - | - | -- | -- | -- | -- | -- | -- | -- | -- | -- | -- | -- | -- | -- | -- | -- | -- | -- | -- | -- | -- | -- | -- | -- | -- | -- | -- | -- |
| Spielort | A | H | H | A | H | A | A | H | H | H  | H  | A  | H  | A  | A  | H  | H  | A  | H  | A  | H  | A  | A  | H  | A  | H  | H  | A  | H  | A  | H  | A  | A  | H  | H  | A  |
| Resultat | S | S | N | S | S | N | N | S | N | U  | U  | N  | S  | S  | S  | S  | U  | N  | S  | U  | S  | N  | N  | S  | S  | N  | N  | S  | S  | S  | S  | N  | S  | S  | U  | N  |
| Platz    | 1 | 1 | 1 | 1 | 1 | 2 | 3 | 2 | 2 | 2  | 3  | 4  | 4  | 4  | 3  | 2  | 3  | 4  | 4  | 4  | 4  | 4  | 4  | 4  | 3  | 3  | 3  | 3  | 3  | 3  | 3  | 3  | 3  | 3  | 3  | 3  |

Quelle: Saison-Archiv Challenge League – Detailrangliste 2012/13. Swiss Football League, abgerufen am 24. Juni 2017.
Legende: Spielort: H = Heim; A = Auswärts. Resultat: S = Sieg; U = Unentschieden; N = Niederlage

### Spielerstatistik
| Spieler                | Challenge League | Challenge League | Challenge League | Challenge League | Schweizer Cup | Schweizer Cup | Schweizer Cup | Schweizer Cup | Total    | Total | Total       | Total      |
| Spieler                | Einsätze         | Tore             | Gelbe Karte      | Rote Karte       | Einsätze      | Tore          | Gelbe Karte   | Rote Karte    | Einsätze | Tore  | Gelbe Karte | Rote Karte |
| ---------------------- | ---------------- | ---------------- | ---------------- | ---------------- | ------------- | ------------- | ------------- | ------------- | -------- | ----- | ----------- | ---------- |
| Marco Aratore          | 18               | 5                | 1                | 0                | 0             | 0             | 0             | 0             | 18       | 5     | 1           | 0          |
| Patrik Baumann         | 0                | 0                | 0                | 0                | 0             | 0             | 0             | 0             | 0        | 0     | 0           | 0          |
| Newton Ben Katanha     | 11               | 2                | 0                | 0                | 0             | 0             | 0             | 0             | 11       | 2     | 0           | 0          |
| Maurice Brunner        | 6                | 1                | 0                | 0                | 1             | 0             | 0             | 0             | 7        | 1     | 0           | 0          |
| Mario Budimir          | 1                | 0                | 0                | 0                | 0             | 0             | 0             | 0             | 1        | 0     | 0           | 0          |
| Patrick Bengondo       | 34               | 12               | 6                | 1                | 2             | 2             | 0             | 0             | 36       | 14    | 6           | 1          |
| Tunahan Çiçek          | 0                | 0                | 0                | 0                | 0             | 0             | 0             | 0             | 0        | 0     | 0           | 0          |
| Ariel Abed Dakouri     | 1                | 0                | 0                | 0                | 0             | 0             | 0             | 0             | 1        | 0     | 0           | 0          |
| Jonas Elmer            | 18               | 1                | 1                | 0                | 0             | 0             | 0             | 0             | 18       | 1     | 1           | 0          |
| Sawwas Exouzidis       | 17               | 3                | 2                | 0                | 1             | 0             | 1             | 0             | 18       | 3     | 3           | 0          |
| Beg Ferati             | 17               | 2                | 6                | 0                | 0             | 0             | 0             | 0             | 17       | 2     | 6           | 0          |
| Remo Freuler           | 35               | 3                | 6                | 0                | 2             | 1             | 0             | 0             | 37       | 4     | 6           | 0          |
| Kevin Hediger          | 2                | 0                | 0                | 0                | 0             | 0             | 0             | 0             | 2        | 0     | 0           | 0          |
| Stefan Iten            | 34               | 1                | 8                | 0                | 2             | 0             | 0             | 0             | 36       | 1     | 8           | 0          |
| Sead Jakupovic         | 0                | 0                | 0                | 0                | 0             | 0             | 0             | 0             | 0        | 0     | 0           | 0          |
| Kristian Kuzmanovic    | 33               | 12               | 4                | 0                | 2             | 0             | 0             | 0             | 35       | 12    | 4           | 0          |
| Christian Leite        | 35               | 0                | 0                | 0                | 2             | 0             | 0             | 0             | 37       | 0     | 0           | 0          |
| Ermir Lenjani          | 16               | 2                | 2                | 0                | 2             | 0             | 0             | 0             | 18       | 2     | 2           | 0          |
| Sven Lüscher           | 18               | 7                | 2                | 0                | 2             | 0             | 0             | 0             | 20       | 7     | 2           | 0          |
| Matthias Minder        | 1                | 0                | 0                | 0                | 0             | 0             | 0             | 0             | 1        | 0     | 0           | 0          |
| Altin Osmani           | 27               | 0                | 1                | 0                | 1             | 0             | 0             | 0             | 28       | 0     | 1           | 0          |
| Janko Pacar            | 16               | 3                | 2                | 0                | 0             | 0             | 0             | 0             | 16       | 3     | 2           | 0          |
| Luca Radice            | 35               | 4                | 3                | 0                | 2             | 0             | 0             | 0             | 37       | 4     | 3           | 0          |
| Luca Russheim          | 3                | 0                | 0                | 0                | 0             | 0             | 0             | 0             | 3        | 0     | 0           | 0          |
| Patrik Schuler         | 21               | 1                | 8                | 0                | 2             | 0             | 0             | 0             | 23       | 1     | 8           | 0          |
| Daniel Sereinig        | 17               | 2                | 0                | 0                | 0             | 0             | 0             | 0             | 17       | 2     | 0           | 0          |
| Denis Simijonovic      | 19               | 0                | 2                | 1                | 2             | 0             | 0             | 0             | 21       | 0     | 2           | 1          |
| Michel Sprunger        | 10               | 0                | 1                | 0                | 1             | 0             | 0             | 0             | 11       | 0     | 1           | 0          |
| Sascha Studer          | 0                | 0                | 0                | 0                | 0             | 0             | 0             | 0             | 0        | 0     | 0           | 0          |
| Josip Uzelac           | 0                | 0                | 0                | 0                | 0             | 0             | 0             | 0             | 0        | 0     | 0           | 0          |
| Nick von Niederhäusern | 29               | 0                | 2                | 0                | 1             | 0             | 1             | 0             | 30       | 0     | 3           | 0          |
| Nicola Zuffi           | 5                | 0                | 2                | 0                | 0             | 0             | 0             | 0             | 5        | 0     | 2           | 0          |